# 五帝內座二
仙后座47，又名BD+76 63，HD 12230、SAO 4562、HR 581，是仙后座的一颗恒星，视星等为5.38，位于銀經127.06，銀緯15，其B1900.0坐标为赤經1h 55m 5.6s，赤緯+76° 15′ 3″。